# Aalborg Akvavit

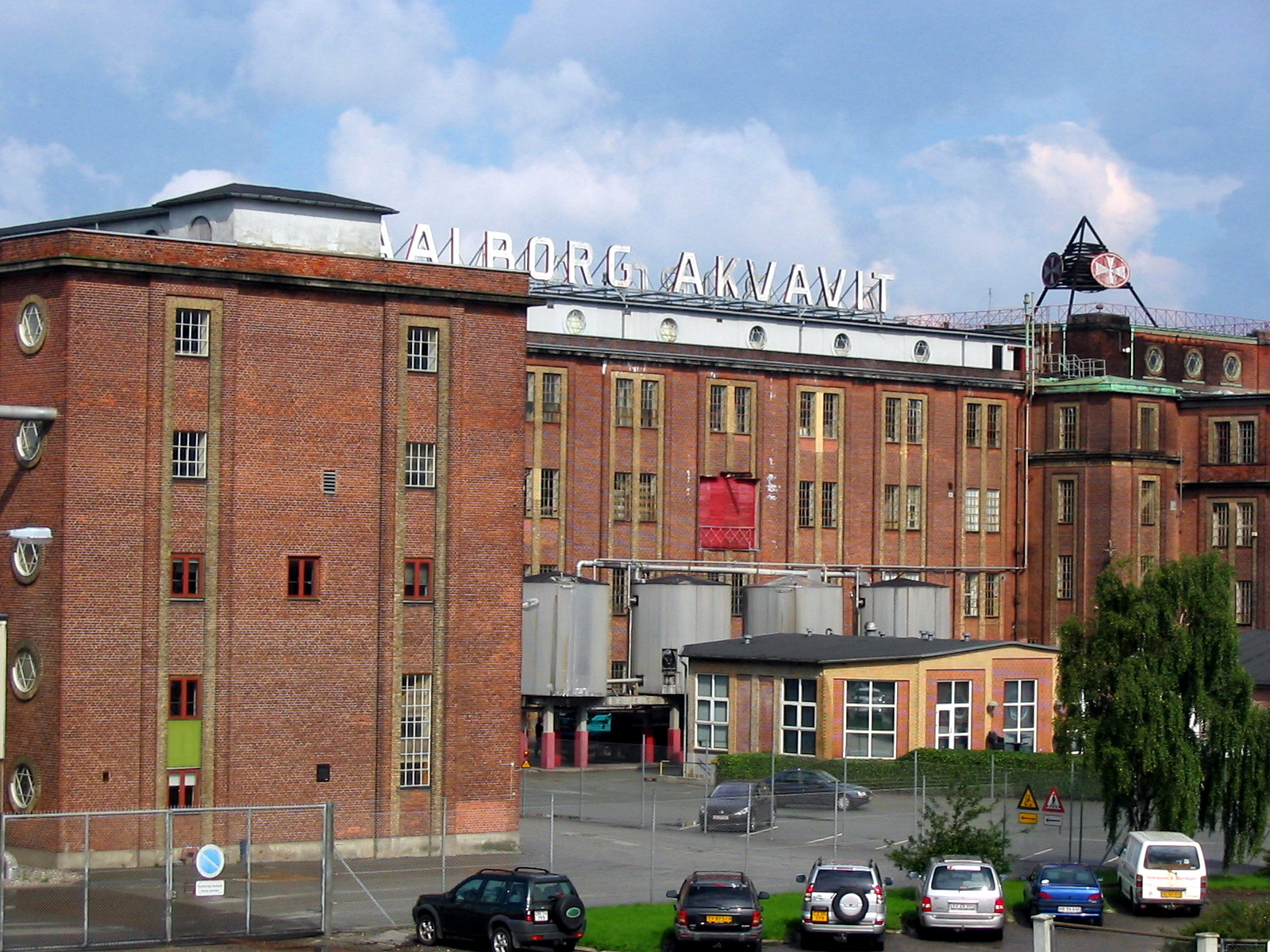
Die ehemalige Fabrik in Aalborg wurde 1929/31 von Architekt Alfred Cock-Clausen nach Vorbildern des AEG-Designers Peter Behrens errichtet.

Aalborg Akvavit ist eine Marke für Aquavit. Sie gehört zum norwegischen Konzern ArcusGruppen und wird von dessen Tochter Det Danske Spiritus Kompagni vertrieben. An der ArcusGruppen-Holding sind die schwedische Investmentgesellschaft Ratos AB (83,5 %) und der norwegische Kartoffelveredeler HOFF SA (9,9 %) beteiligt.
Produziert wird seit 2015 im norwegischen Hagan (Kommune Nittedal). Der in Dänemark populärste Aquavit dieser Marke ist der klare „Aalborg Taffel Akvavit“ (wegen des Etiketts mit roter Schrift kurz „Rød Aalborg“ genannt). In Deutschland dürfte der bernsteinfarbene „Aalborg Jubilæums Akvavit“ beliebter sein.

## Geschichte
1881 gründeten die dänischen Unternehmer Carl Frederik Tietgen und Chresten Andreas Olesen durch einen Zusammenschluss mehrerer Brennereien die Firma De Danske Spritfabrikker. Nach weiteren Fusionen und Übernahmen gehörten 1923 sämtliche dänischen Brennereien zum Konzern. Diese Monopolstellung zur Herstellung von Schnaps und Aquavit endete erst 1973 mit dem Beitritt Dänemarks zur EG. Ab 1924 produzierte die Berliner Niederlassung den „Malteserkreuz Aquavit“.
1989 schlossen sich De Danske Spritfabrikker mit De Danske Sukkerfabrikker und Danisco zusammen. Die Gruppe trug ab 1995 den gemeinsamen Namen Danisco. 1999 kam das Unternehmen unter das Dach der schwedischen Vin & Sprit; dabei wurde der altehrwürdige Name De Danske Spritfabrikker wiederbelebt. Doch bereits 2008 wurden sie an den französischen Hersteller Pernod Ricard verkauft und als Pernod Ricard Denmark A/S umstrukturiert. Pernod Ricard Denmark wurde 2012 von ArcusGruppen übernommen. Im März 2014 wurde bekannt, dass die Produktion vollständig an die Arcus-Zentrale in Norwegen verlagert werden sollte. Im April 2015 wurde die Fabrik in Aalborg geschlossen. Seit Juni 2024 wird Aalborg Akvavit zusammen mit anderen Aquavit-Marken der ANORA Group Pcl von der zur Underberg-Gruppe gehörenden Diversa Spezialitäten GmbH sowie TeamSpirit in Deutschland vermarktet und vertrieben.